# Audi 80
L'Audi 80 è un'autovettura di fascia media (le prime generazioni) e medio-alta (le ultime) costruita in più serie dalla casa automobilistica tedesca Audi tra il 1972 e il 1995.

## Storia
L'Audi 80 fu destinata a sostituire la gamma F103, composta da diversi modelli le cui denominazioni commerciali erano legate strettamente alla potenza massima erogata dai loro motori (e fra l'altro comprendevano già una primissima Audi 80). L'Audi 80 debuttò come concorrente di vetture prodotte da Case generaliste, come ad esempio la Renault 12 e la Fiat 131, per poi distaccarsi da tale ampia schiera di modelli rivali ed allinearsi invece al ruolo di berlina di segmento D appartenente alla fascia premium, ossia quel genere di modelli caratterizzati da finiture particolarmente curate e, quasi sempre, dotate di equipaggiamenti ricchi e/o all'avanguardia, e quindi anche da prezzi di listino più alti. Quattro furono le generazioni di Audi 80 prodotte: tutte furono proposte nella classica carrozzeria di tipo berlina a 3 volumi e a 4 porte. Ma nelle prime due generazioni venne anche proposta come berlina a 3 volumi e a 2 porte solamente. Una variante station wagon venne proposta inizialmente per i soli mercati nordamericani e con la denominazione di Audi Fox Variant, basata unicamente sulla prima generazione dell'Audi 80. La carrozzeria giardinetta debuttò nei mercati europei solo sulla base della quarta generazione.

## Galleria d'immagini
| Audi 80 B1 | Audi 80 B2 | Audi 80 B3 | Audi 80 B4 |
| ---------- | ---------- | ---------- | ---------- |
|            |            |            |            |
|            |            |            |            |
| 1972-1978  | 1978-1986  | 1986-1991  | 1991-1995  |